# 月隕石

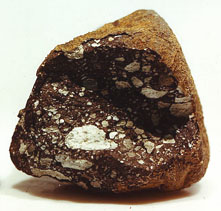
アランヒルズ81005

月隕石（つきいんせき、Lunar meteorite）は、地球で発見された、月に起源を持つ隕石のことである。
1982年1月、ANSMET計画で南極大陸を探査したジョン・シュットは通常の隕石と違った隕石を発見した。このアランヒルズ81005と呼ばれる隕石はワシントンD.C.のスミソニアン研究所のブライアン・メーソンに送らて調査され、通常の隕石と異なり、アポロ計画で持ち帰られた月の石に近いことが判明した。数年後、1979年に南極で発見された、やまと791197もまた月起源の隕石であるとされた。2013年2月現在、165個の月起源の隕石が発見されているが、そのうちのいくつかは落下のときに分かれた同一の隕石の破片で、50ほどの落下した隕石が発見されていると考えられている。月隕石で発見されている総量は46kgにのぼり、大部分は南極で発見され、ほかに北アフリカやオマーンで発見された。月隕石は化学成分や同位体組成をアポロ計画で持ち帰られた、月の石と比較することによって確かめられる。
大部分の月隕石は直径数km以下の月のクレーターを生成した月への他天体の衝突によって吹き飛ばされた破片で、どのクレータの起源かが特定することはできないが特殊な月隕石Sayh al Uhaymir 169はラランドクレーターが起源だと考えられている。
希ガスの測定から求められる宇宙線にさらされた履歴から、すべての月隕石が宇宙空間に放出されたのは2000万年より新しいことが示された。大部分は10万年以内に放出され、地球をまわる軌道をまわった後、地球に落下したが、いくつかは地球の重力圏を離れて太陽を回る軌道で比較的長く宇宙空間に留まり、再び地球との軌道と交差することにより、地球に落下した。
月に着陸した6回のアポロ計画で採取された月の石は比較的狭い月の部分から採取されたのに対して、月隕石は月の裏側を含むランダム地域の月の地質学データを与えると考えられている。

## 主な月隕石
2013年2月現在、月隕石は165個発見されている。
- アランヒルズ81005
- やまと791197
- Dar al Gani400
- NWA 4483
- NWA 4734